# Jan Janošťák
Jan Janošťák (* 22. březen 1965, Jeseník, Československo) je bývalý československý fotbalista, hrával primárně na pozici útočníka.

## Fotbalová kariéra
Začínal v domovské Žulové, přes Jeseník, Třinec a VTJ Tábor se dostal do Sigmy Olomouc. Hostoval ve druhé lize v Drnovicích a Zlíně, dále hrál první ligu za FC Boby Brno a v Malajsii za Kedah FA. Do Malajsie se vydal na týdenní zkoušku, ale zakotvil na pět let. V Poháru vítězů pohárů nastoupil za Brno ve 2 utkáních. V naší nejvyšší soutěži odehrál 95 zápasů, vstřelil 8 branek. V československé lize odehrál 82 utkání, zaznamenal 6 branek, zbylých 13 startů a 2 góly si připsal v lize samostatné ČR.